# Volley Soverato 2015-2016
Questa voce raccoglie le informazioni riguardanti il Volley Soverato nelle competizioni ufficiali della stagione 2015-2016.

## Stagione

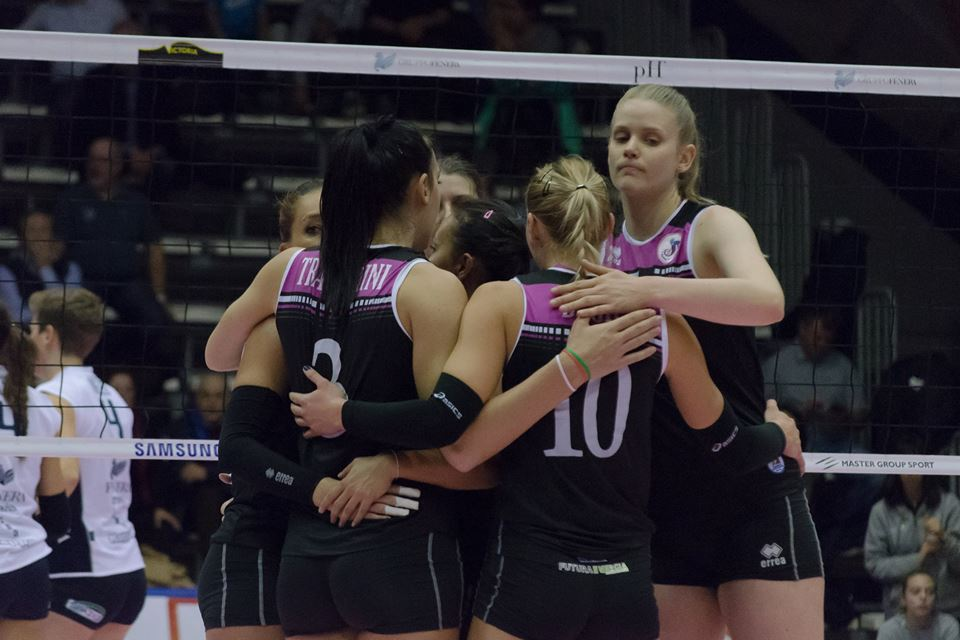
Il Volley Soverato in campo

La stagione 2015-16 è per il Volley Soverato la sesta consecutiva in Serie A2: come allenatore viene scelto Luca Secchi, mentre la rosa è quasi del tutto cambiata con solo due conferme ossia quelle di Alessia Travaglini e Serena Bertone; tra i nuovi acquisti quelli di Melissa Donà, Erica Vietti, Lucía Fresco, Alessia Mastrilli, Edina Begić e Daniela Nardini, mentre tra le cessioni quelle di Laura Frigo, Veronica Minati, Sara Paris, Manuela Roani, Lucie Smutná e Chiara Aluigi.
Il campionato si apre con tre successi di fila: la prima sconfitta arriva alla quarta giornata in casa della Trentino Rosa; in tutto il resto del girone di andata il club calabrese vince tutte le partite perdendone soltanto due, ossia alla settima giornata contro il Chieri '76 Volleyball e alla decima giornata contro la Pro Victoria, chiudendo al secondo posto in classifica, trovando la qualificazione alla Coppa Italia di categoria. Nelle prime dieci giornate del girone di ritorno la squadra di Soverato ottiene il successo il otto gare e la sconfitta in due: perde poi anche le ultime due gare di fila al termine della regular season, confermando il secondo posto in classifica. Nei play-off promozione il Volley Soverato parte direttamente dalle semifinali, tuttavia viene sconfitte in due gare dalla Trentino Rosa, venendo eliminato.
Grazie al secondo posto al termine del girone di andata della Serie A2 2015-16 il Volley Soverato partecipa alla Coppa Italia di Serie A2; la squadra nei quarti di finale batte 3-1 il Chieri '76 Volleyball, accedendo alle semifinali, dove perde la gara di andata per 3-1, per poi vincere con lo stesso punteggio quella di ritorno contro la formazione di Monza: aggiudicandosi il golden set le calabresi conquistano la finale. Nell'ultimo atto della competizione la sfida è contro il Volley 2002 Forlì, che si aggiudica il trofeo vincendo la partita per 3-0.

## Organigramma societario
Area direttiva
- Presidente: Antonio Matozzo

Area tecnica
- Allenatore: Luca Secchi
- Allenatore in seconda: Antonio Stella
- Scout man: Amadio Daris

Area sanitaria
- Medico: Michele Raffa
- Preparatore atletico: Patrizio Ruocco
- Fisioterapista: Pierluigi Galati

## Rosa
| N° | Nome               | Ruolo | Data di nascita   | Nazionalità sportiva |
| -- | ------------------ | ----- | ----------------- | -------------------- |
| 3  | Alessia Travaglini | C     | 10 aprile 1988    | Italia               |
| 5  | Lucía Fresco       | S/O   | 14 maggio 1991    | Argentina            |
| 6  | Daniela Nardini    | C     | 18 dicembre 1982  | Italia               |
| 7  | Maria Luisa Cumino | P     | 22 aprile 1992    | Italia               |
| 8  | Serena Bertone     | C     | 2 luglio 1995     | Italia               |
| 9  | Melissa Donà       | S     | 11 aprile 1982    | Italia               |
| 10 | Edina Begić        | S     | 10 settembre 1992 | Bosnia ed Erzegovina |
| 11 | Erica Vietti       | P     | 11 novembre 1992  | Italia               |
| 13 | Ariana Pîrv        | S     | 24 maggio 1996    | Italia               |
| 14 | Giorgia Caforio    | L     | 16 settembre 1994 | Italia               |
| 15 | Lorenza Lupidi     | S     | 1º agosto 1992    | Italia               |
| 18 | Alessia Mastrilli  | L     | 20 febbraio 1991  | Italia               |

## Mercato
| Acquisti | Acquisti           | Acquisti             | Acquisti   |
| R.       | Nome               | da                   | Modalità   |
| -------- | ------------------ | -------------------- | ---------- |
| S        | Edina Begić        | Arkansas Little Rock | definitivo |
| L        | Giorgia Caforio    | Tempesta Taranto     | definitivo |
| P        | Maria Luisa Cumino | Maglie               | definitivo |
| S        | Melissa Donà       | Libertas Aversa      | definitivo |
| S/O      | Lucía Fresco       | Robur Tiboni Urbino  | definitivo |
| S        | Lorenza Lupidi     | Filottrano           | definitivo |
| L        | Alessia Mastrilli  | Todi                 | definitivo |
| C        | Daniela Nardini    | Libertas Aversa      | definitivo |
| S        | Ariana Pîrv        | Trentino Rosa        | definitivo |
| P        | Erica Vietti       | Mondovì              | definitivo |

| Cessioni | Cessioni            | Cessioni    | Cessioni   |
| R.       | Nome                | a           | Modalità   |
| -------- | ------------------- | ----------- | ---------- |
| S        | Chiara Aluigi       | Idea        | definitivo |
| P        | Barbara Bacciottini | Beng Rovigo | definitivo |
| S/O      | Nina Burduja        | ?           | definitivo |
| C        | Laura Frigo         | Bergamo     | definitivo |
| S        | Eleonora Gili       | Hermaea     | definitivo |
| S/O      | Veronica Minati     | Lilliput    | definitivo |
| L        | Sara Paris          | Neruda      | definitivo |
| S        | Tea Pešut           | ?           | definitivo |
| S        | Ariana Pîrv         | Beng Rovigo | definitivo |
| S        | Manuela Roani       | Potsdam     | definitivo |
| P        | Lucie Smutná        | Münster     | definitivo |

## Risultati

### Serie A2

#### Girone di andata
| 1ª giornata - 18 ottobre 2015 PalaScoppa, Soverato              | Soverato        | 3 - 1 | Cisterna    | 25-15, 25-19, 19-25, 25-23 |
| 2ª giornata - 25 ottobre 2015 PalaCampanara, Pesaro             | Pesaro          | 0 - 3 | Soverato    | 25-27, 18-25, 20-25        |
| 3ª giornata - 1º novembre 2015 PalaScoppa, Soverato             | Soverato        | 3 - 1 | Filottrano  | 25-15, 19-25, 25-20, 25-22 |
| 4ª giornata - 8 novembre 2015 PalaSanbapolis, Trento            | Trentino Rosa   | 3 - 0 | Soverato    | 25-17, 25-18, 25-17        |
| 5ª giornata - 15 novembre 2015 PalaScoppa, Soverato             | Soverato        | 3 - 0 | Lilliput    | 25-22, 25-22, 25-18        |
| 6ª giornata - 18 novembre 2015 PalaScoppa, Soverato             | Soverato        | 3 - 1 | Golem       | 18-25, 25-14, 25-14, 25-16 |
| 7ª giornata - 22 novembre 2015 PalaMaddalene, Chieri            | Chieri '76      | 3 - 1 | Soverato    | 14-25, 25-20, 25-17, 28-26 |
| 8ª giornata - 29 novembre 2015 PalaJacazzi, Aversa              | Libertas Aversa | 1 - 3 | Soverato    | 19-25, 15-25, 25-23, 16-25 |
| 9ª giornata - 6 dicembre 2015 PalaScoppa, Soverato              | Soverato        | 3 - 1 | Hermaea     | 25-27, 25-15, 25-19, 25-23 |
| 10ª giornata - 12 dicembre 2015 Palazzetto dello Sport, Monza   | Pro Victoria    | 3 - 0 | Soverato    | 25-20, 25-22, 25-15        |
| 11ª giornata - 19 dicembre 2015 PalaScoppa, Soverato            | Soverato        | 3 - 0 | Beng Rovigo | 25-16, 25-16, 25-12        |
| 12ª giornata - 22 dicembre 2015 Palazzetto dello Sport, Caserta | VolAlto Caserta | 1 - 3 | Soverato    | 21-25, 15-25, 25-21, 22-25 |
| 13ª giornata - 17 gennaio 2016 PalaScoppa, Soverato             | Soverato        | 3 - 0 | Forlì       | 25-20, 26-24, 25-21        |

#### Girone di ritorno
| 14ª giornata - 24 gennaio 2016 PalaRamadù, Cisterna di Latina            | Cisterna    | 0 - 3 | Soverato        | 23-25, 21-25, 20-25               |
| 15ª giornata - 31 gennaio 2016 PalaScoppa, Soverato                      | Soverato    | 3 - 0 | Pesaro          | 25-21, 25-21, 29-27               |
| 16ª giornata - 7 febbraio 2016 PalaBaldinelli, Osimo                     | Filottrano  | 3 - 2 | Soverato        | 25-21, 18-25, 25-20, 21-25, 15-7  |
| 17ª giornata - 14 febbraio 2016 PalaScoppa, Soverato                     | Soverato    | 3 - 0 | Trentino Rosa   | 27-25, 25-12, 25-15               |
| 18ª giornata - 21 febbraio 2016 Palazzetto dello Sport, Settimo Torinese | Lilliput    | 0 - 3 | Soverato        | 19-25, 18-25, 23-25               |
| 19ª giornata - 24 febbraio 2016 PalaSurace, Palmi                        | Golem       | 2 - 3 | Soverato        | 25-16, 25-18, 18-25, 21-25, 14-16 |
| 20ª giornata - 28 febbraio 2016 PalaScoppa, Soverato                     | Soverato    | 3 - 2 | Chieri '76      | 27-29, 29-27, 22-25, 25-20, 15-9  |
| 21ª giornata - 6 marzo 2016 PalaScoppa, Soverato                         | Soverato    | 3 - 0 | Libertas Aversa | 25-20, 25-9, 25-18                |
| 22ª giornata - 13 marzo 2016 Geopalace, Olbia                            | Hermaea     | 0 - 3 | Soverato        | 25-27, 22-25, 23-25               |
| 23ª giornata - 26 marzo 2016 PalaScoppa, Soverato                        | Soverato    | 1 - 3 | Pro Victoria    | 23-25, 23-25, 25-15, 21-25        |
| 24ª giornata - 3 aprile 2016 Palazzetto dello Sport, Rovigo              | Beng Rovigo | 1 - 3 | Soverato        | 18-25, 15-25, 25-20, 23-25        |
| 25ª giornata - 6 aprile 2016 PalaScoppa, Soverato                        | Soverato    | 2 - 3 | VolAlto Caserta | 21-25, 25-23, 20-25, 25-19, 11-15 |
| 26ª giornata - 10 aprile 2016 PalaRomiti, Forlì                          | Forlì       | 3 - 1 | Soverato        | 27-25, 25-20, 20-25, 25-12        |

#### Play-off promozione
| Semifinali (gara 1) - 20 aprile 2016 PalaMilone, Crotone | Soverato      | 2 - 3 | Trentino Rosa | 22-25, 26-24, 14-25, 25-20, 13-15 |
| Semifinali (gara 2) - 23 aprile 2016 PalaTrento, Trento  | Trentino Rosa | 3 - 0 | Soverato      | 30-28, 25-19, 25-18               |

### Coppa Italia di Serie A2

#### Fase a eliminazione diretta
| Quarti di finale - 27 gennaio 2016 PalaScoppa, Soverato             | Soverato     | 3 - 1 | Chieri '76   | 25-17, 21-25, 25-22, 25-22                   |
| Semifinali (andata) - 3 febbraio 2016 Palazzetto dello Sport, Monza | Pro Victoria | 3 - 1 | Soverato     | 25-21, 25-20, 23-25, 28-26                   |
| Semifinali (ritorno) - 10 febbraio 2016 PalaScoppa, Soverato        | Soverato     | 3 - 1 | Pro Victoria | 25-18, 19-25, 25-15, 25-16 Golden set: 17-15 |
| Finale - 20 marzo 2016 PalazzoDeAndré, Ravenna                      | Forlì        | 3 - 0 | Soverato     | 25-15, 25-21, 25-18                          |

## Statistiche

### Statistiche di squadra
| Competizione             | Punti | In casa | In casa | In casa | In trasferta | In trasferta | In trasferta | Totale | Totale | Totale |
| Competizione             | Punti | G       | V       | P       | G            | V            | P            | G      | V      | P      |
| ------------------------ | ----- | ------- | ------- | ------- | ------------ | ------------ | ------------ | ------ | ------ | ------ |
| Serie A2                 | 57    | 14      | 11      | 3       | 14           | 8            | 6            | 28     | 19     | 9      |
| Coppa Italia di Serie A2 | -     | 2       | 2       | 0       | 1            | 0            | 1            | 4      | 2      | 2      |
| Totale                   | -     | 16      | 13      | 3       | 15           | 8            | 7            | 32     | 21     | 11     |

G = partite giocate; V = partite vinte; P = partite perse

### Statistiche dei giocatori
| Giocatore     | Serie A2 | Serie A2 | Serie A2 | Serie A2 | Serie A2 | Coppa Italia di Serie A2 | Coppa Italia di Serie A2 | Coppa Italia di Serie A2 | Coppa Italia di Serie A2 | Coppa Italia di Serie A2 | Totale | Totale | Totale | Totale | Totale |
| Giocatore     | P        | PT       | AV       | MV       | BV       | P                        | PT                       | AV                       | MV                       | BV                       | P      | PT     | AV     | MV     | BV     |
| ------------- | -------- | -------- | -------- | -------- | -------- | ------------------------ | ------------------------ | ------------------------ | ------------------------ | ------------------------ | ------ | ------ | ------ | ------ | ------ |
| E. Begić      | 28       | 460      | ?        | ?        | ?        | 4                        | 69                       | 56                       | 8                        | 5                        | 32     | 529    | ?      | ?      | ?      |
| S. Bertone    | 14       | 35       | ?        | ?        | ?        | 1                        | 1                        | 0                        | 1                        | 0                        | 15     | 36     | ?      | ?      | ?      |
| G. Caforio    | 18       | -        | -        | -        | -        | 4                        | -                        | -                        | -                        | -                        | 22     | -      | -      | -      | -      |
| M. Cumino     | 28       | 57       | ?        | ?        | ?        | 4                        | 9                        | 1                        | 4                        | 4                        | 32     | 66     | ?      | ?      | ?      |
| M. Donà       | 28       | 310      | ?        | ?        | ?        | 4                        | 47                       | 37                       | 2                        | 8                        | 32     | 357    | ?      | ?      | ?      |
| L. Fresco     | 28       | 365      | ?        | ?        | ?        | 4                        | 48                       | 33                       | 11                       | 4                        | 32     | 413    | ?      | ?      | ?      |
| L. Lupidi     | 10       | 23       | ?        | ?        | ?        | 2                        | 0                        | 0                        | 0                        | 0                        | 12     | 23     | ?      | ?      | ?      |
| A. Mastrilli  | 20       | 1        | ?        | ?        | ?        | 1                        | -                        | -                        | -                        | -                        | 21     | 1      | ?      | ?      | ?      |
| D. Nardini    | 27       | 213      | ?        | ?        | ?        | 4                        | 25                       | 20                       | 5                        | 0                        | 31     | 238    | ?      | ?      | ?      |
| A. Pîrv       | 7        | 15       | ?        | ?        | ?        | -                        | -                        | -                        | -                        | -                        | 7      | 15     | ?      | ?      | ?      |
| A. Travaglini | 27       | 207      | ?        | ?        | ?        | 4                        | 26                       | 17                       | 8                        | 1                        | 31     | 233    | ?      | ?      | ?      |
| E. Vietti     | 17       | 6        | ?        | ?        | ?        | 1                        | 0                        | 0                        | 0                        | 0                        | 18     | 6      | ?      | ?      | ?      |

P = presenze; PT = punti totali; AV = attacchi vincenti; MV = muri vincenti; BV = battute vincenti